# Coronanthera squamata
Coronanthera squamata är en tvåhjärtbladig växtart som beskrevs av Virot. Coronanthera squamata ingår i släktet Coronanthera och familjen Gesneriaceae. Inga underarter finns listade i Catalogue of Life.